# Championnat d'Asie et d'Océanie féminin de volley-ball des moins de 18 ans 2008
Navigation
2007 2010
Le 7e Championnat d'Asie et d'Océanie de volley-ball féminin des moins de 18 ans a lieu du 11 au 18 octobre 2008 à Manille (Philippines).

## Équipes participantes
| - Australie - Chine - Corée du Sud - Inde - Indonésie - Iran | - Japon - Kazakhstan - Philippines - Sri Lanka - Taipei chinois - Thaïlande |

## Composition des poules
| Poule A                         | Poule B              | Poule C                     | Poule D                         |
| ------------------------------- | -------------------- | --------------------------- | ------------------------------- |
| Philippines Sri Lanka Australie | Japon Inde Indonésie | Corée du Sud Thaïlande Iran | Chine Taipei chinois Kazakhstan |

## Phase finale

### Places 1 à 4
|  | Quarts de finale                        | Quarts de finale                               |                                        |                                        | Demi-finales                            | Demi-finales                            |   |  | Finale                                  | Finale                                  |
|  | Quarts de finale                        | Quarts de finale                               |                                        |                                        | Demi-finales                            | Demi-finales                            |   |  | Finale                                  | Finale                                  |
|  |                                         |                                                |                                        |                                        |                                         |                                         |   |  |                                         |                                         |
|  | Manille, 16-10-08 (25-15, 28-26, 25-23) | Manille, 16-10-08 (25-15, 28-26, 25-23)        |                                        |                                        | Manille, 17-10-08 (18-25, 21-25, 11-25) | Manille, 17-10-08 (18-25, 21-25, 11-25) |   |  | Manille, 18-10-08 (27-25, 25-17, 25-19) | Manille, 18-10-08 (27-25, 25-17, 25-19) |
|  | Manille, 16-10-08 (25-15, 28-26, 25-23) | Manille, 16-10-08 (25-15, 28-26, 25-23)        |                                        |                                        | Manille, 17-10-08 (18-25, 21-25, 11-25) | Manille, 17-10-08 (18-25, 21-25, 11-25) |   |  | Manille, 18-10-08 (27-25, 25-17, 25-19) | Manille, 18-10-08 (27-25, 25-17, 25-19) |
|  | Corée du Sud                            | 3                                              |                                        |                                        | Manille, 17-10-08 (18-25, 21-25, 11-25) | Manille, 17-10-08 (18-25, 21-25, 11-25) |   |  | Manille, 18-10-08 (27-25, 25-17, 25-19) | Manille, 18-10-08 (27-25, 25-17, 25-19) |
|  | Corée du Sud                            | 3                                              |                                        |                                        | Manille, 17-10-08 (18-25, 21-25, 11-25) | Manille, 17-10-08 (18-25, 21-25, 11-25) |   |  | Manille, 18-10-08 (27-25, 25-17, 25-19) | Manille, 18-10-08 (27-25, 25-17, 25-19) |
|  | Indonésie                               | 0                                              |                                        |                                        | Manille, 17-10-08 (18-25, 21-25, 11-25) | Manille, 17-10-08 (18-25, 21-25, 11-25) |   |  | Manille, 18-10-08 (27-25, 25-17, 25-19) | Manille, 18-10-08 (27-25, 25-17, 25-19) |
|  | Indonésie                               | 0                                              | Corée du Sud                           | 0                                      |                                         |                                         |   |  | Manille, 18-10-08 (27-25, 25-17, 25-19) | Manille, 18-10-08 (27-25, 25-17, 25-19) |
|  | Manille, 16-10-08 (25-14, 25-7, 25-11)  |                                                | Corée du Sud                           | 0                                      |                                         |                                         |   |  | Manille, 18-10-08 (27-25, 25-17, 25-19) | Manille, 18-10-08 (27-25, 25-17, 25-19) |
|  |                                         | Japon                                          | 3                                      |                                        |                                         |                                         |   |  | Manille, 18-10-08 (27-25, 25-17, 25-19) | Manille, 18-10-08 (27-25, 25-17, 25-19) |
|  | Japon                                   | Japon                                          | 3                                      | 3                                      |                                         |                                         |   |  | Manille, 18-10-08 (27-25, 25-17, 25-19) | Manille, 18-10-08 (27-25, 25-17, 25-19) |
|  | Japon                                   |                                                |                                        | 3                                      |                                         |                                         |   |  | Manille, 18-10-08 (27-25, 25-17, 25-19) | Manille, 18-10-08 (27-25, 25-17, 25-19) |
|  | Australie                               | 0                                              |                                        |                                        |                                         |                                         |   |  | Manille, 18-10-08 (27-25, 25-17, 25-19) | Manille, 18-10-08 (27-25, 25-17, 25-19) |
|  | Australie                               | 0                                              | Japon                                  | 3                                      |                                         |                                         |   |  |                                         |                                         |
|  | Manille, 16-10-08 (25-15, 25-10, 25-17) |                                                | Japon                                  | 3                                      |                                         |                                         |   |  |                                         |                                         |
|  |                                         | Chine                                          | 0                                      |                                        |                                         |                                         |   |  |                                         |                                         |
|  | Chine                                   | Chine                                          | 0                                      | 3                                      |                                         |                                         |   |  |                                         |                                         |
|  | Chine                                   | Manille, 17-10-08 (25-18, 24-26, 25-12, 25-12) |                                        | 3                                      |                                         |                                         |   |  |                                         |                                         |
|  | Philippines                             | 0                                              |                                        |                                        |                                         |                                         |   |  |                                         |                                         |
|  | Philippines                             | 0                                              | Chine                                  | 3                                      |                                         |                                         |   |  |                                         |                                         |
|  | Manille, 16-10-08 (25-22, 25-17, 28-26) | Manille, 16-10-08 (25-22, 25-17, 28-26)        | Chine                                  | 3                                      | Match pour la 3e place                  | Match pour la 3e place                  |   |  |                                         |                                         |
|  | Manille, 16-10-08 (25-22, 25-17, 28-26) | Manille, 16-10-08 (25-22, 25-17, 28-26)        |                                        | Thaïlande                              | Match pour la 3e place                  | Match pour la 3e place                  | 1 |  |                                         |                                         |
|  | Thaïlande                               | 3                                              | Manille, 18-10-08 (9-25, 22-25, 20-25) | Manille, 18-10-08 (9-25, 22-25, 20-25) |                                         |                                         | 1 |  |                                         |                                         |
|  | Thaïlande                               | 3                                              | Manille, 18-10-08 (9-25, 22-25, 20-25) | Manille, 18-10-08 (9-25, 22-25, 20-25) |                                         |                                         |   |  |                                         |                                         |
|  | Taipei chinois                          | 0                                              |                                        | Corée du Sud                           | 0                                       |                                         |   |  |                                         |                                         |
|  | Taipei chinois                          | 0                                              |                                        | Corée du Sud                           | 0                                       |                                         |   |  |                                         |                                         |
|  |                                         |                                                |                                        |                                        |                                         |                                         |   |  | Thaïlande                               | 3                                       |
|  |                                         |                                                |                                        |                                        |                                         |                                         |   |  | Thaïlande                               | 3                                       |

### Places 5 à 8
|  | Tour de classement                                    | Tour de classement                     |                |   | 5e place                                | 5e place                                |
|  | Tour de classement                                    | Tour de classement                     |                |   | 5e place                                | 5e place                                |
|  |                                                       |                                        |                |   |                                         |                                         |
|  | Manille, 17-10-08 (17-25, 18-25, 9-25)                | Manille, 17-10-08 (17-25, 18-25, 9-25) |                |   | Manille, 18-10-08 (25-14, 25-20, 25-14) | Manille, 18-10-08 (25-14, 25-20, 25-14) |
|  | Manille, 17-10-08 (17-25, 18-25, 9-25)                | Manille, 17-10-08 (17-25, 18-25, 9-25) |                |   | Manille, 18-10-08 (25-14, 25-20, 25-14) | Manille, 18-10-08 (25-14, 25-20, 25-14) |
|  | Philippines                                           | 0                                      |                |   | Manille, 18-10-08 (25-14, 25-20, 25-14) | Manille, 18-10-08 (25-14, 25-20, 25-14) |
|  | Philippines                                           | 0                                      |                |   | Manille, 18-10-08 (25-14, 25-20, 25-14) | Manille, 18-10-08 (25-14, 25-20, 25-14) |
|  | Taipei chinois                                        | 3                                      |                |   | Manille, 18-10-08 (25-14, 25-20, 25-14) | Manille, 18-10-08 (25-14, 25-20, 25-14) |
|  | Taipei chinois                                        | 3                                      | Taipei chinois | 3 |                                         |                                         |
|  | Manille, 17-10-08 (25-23, 25-21, 25-27, 21-25, 15-11) |                                        | Taipei chinois | 3 |                                         |                                         |
|  |                                                       | Indonésie                              | 0              |   |                                         |                                         |
|  | Indonésie                                             | Indonésie                              | 0              | 3 |                                         |                                         |
|  | Indonésie                                             |                                        |                | 3 |                                         |                                         |
|  | Australie                                             | 2                                      |                |   |                                         |                                         |
|  | Australie                                             | 2                                      | 7e place       |   |                                         |                                         |
|  |                                                       |                                        |                |   |                                         |                                         |
|  | Manille, 18-10-08 (12-25, 18-25, 21-25)               |                                        |                |   |                                         |                                         |
|  |                                                       |                                        |                |   |                                         |                                         |
|  | Philippines                                           | 0                                      |                |   |                                         |                                         |
|  | Philippines                                           | 0                                      |                |   |                                         |                                         |
|  | Australie                                             | 3                                      |                |   |                                         |                                         |
|  | Australie                                             | 3                                      |                |   |                                         |                                         |

### Places 9 à 12
|  | Tour de classement                                    | Tour de classement                     |            |   | 9e place                                       | 9e place                                       |
|  | Tour de classement                                    | Tour de classement                     |            |   | 9e place                                       | 9e place                                       |
|  |                                                       |                                        |            |   |                                                |                                                |
|  | Manille, 16-10-08 (25-22, 25-11, 25-8)                | Manille, 16-10-08 (25-22, 25-11, 25-8) |            |   | Manille, 17-10-08 (25-22, 24-26, 25-18, 25-19) | Manille, 17-10-08 (25-22, 24-26, 25-18, 25-19) |
|  | Manille, 16-10-08 (25-22, 25-11, 25-8)                | Manille, 16-10-08 (25-22, 25-11, 25-8) |            |   | Manille, 17-10-08 (25-22, 24-26, 25-18, 25-19) | Manille, 17-10-08 (25-22, 24-26, 25-18, 25-19) |
|  | Kazakhstan                                            | 3                                      |            |   | Manille, 17-10-08 (25-22, 24-26, 25-18, 25-19) | Manille, 17-10-08 (25-22, 24-26, 25-18, 25-19) |
|  | Kazakhstan                                            | 3                                      |            |   | Manille, 17-10-08 (25-22, 24-26, 25-18, 25-19) | Manille, 17-10-08 (25-22, 24-26, 25-18, 25-19) |
|  | Sri Lanka                                             | 0                                      |            |   | Manille, 17-10-08 (25-22, 24-26, 25-18, 25-19) | Manille, 17-10-08 (25-22, 24-26, 25-18, 25-19) |
|  | Sri Lanka                                             | 0                                      | Kazakhstan | 3 |                                                |                                                |
|  | Manille, 16-10-08 (22-25, 25-21, 25-23, 11-25, 16-18) |                                        | Kazakhstan | 3 |                                                |                                                |
|  |                                                       | Inde                                   | 0          |   |                                                |                                                |
|  | Iran                                                  | Inde                                   | 0          | 2 |                                                |                                                |
|  | Iran                                                  |                                        |            | 2 |                                                |                                                |
|  | Inde                                                  | 3                                      |            |   |                                                |                                                |
|  | Inde                                                  | 3                                      | 11e place  |   |                                                |                                                |
|  |                                                       |                                        |            |   |                                                |                                                |
|  | Manille, 17-10-08 (25-19, 25-14, 29-27)               |                                        |            |   |                                                |                                                |
|  |                                                       |                                        |            |   |                                                |                                                |
|  | Sri Lanka                                             | 3                                      |            |   |                                                |                                                |
|  | Sri Lanka                                             | 3                                      |            |   |                                                |                                                |
|  | Iran                                                  | 1                                      |            |   |                                                |                                                |
|  | Iran                                                  | 1                                      |            |   |                                                |                                                |

## Classement final
| Place              | Équipe       |
| ------------------ | ------------ |
| Médaille d'or      | Japon        |
| Médaille d'argent  | Chine        |
| Médaille de bronze | Thaïlande    |
| 4                  | Corée du Sud |
| 5                  | Taïwan       |
| 6                  | Indonésie    |
| 7                  | Australie    |
| 8                  | Philippines  |
| 9                  | Kazakhstan   |
| 10                 | Inde         |
| 11                 | Iran         |
| 12                 | Sri Lanka    |

## Distinctions individuelles
- Meilleure joueuse (MVP) : Shiori Murata
- Meilleure marqueuse : Yang Jie
- Meilleure attaquante : Shiori Murata
- Meilleure serveuse : Kim Mi-Yein
- Meilleure contreuse : Wang Huiming
- Meilleure passeuse : Mitsuyama Chisata
- Meilleure libero : Mori Sumiko